# Pseudanthias pictilis
Pseudanthias pictilis es una especie de peces de la familia Serranidae en el orden de los Perciformes.

## Morfología
• Los machos pueden llegar alcanzar los 13,5 cm de longitud total.

## Hábitat
Es un pez  de mar de clima subtropical y asociado a los  arrecifes de coral que vive entre 12-40 m de profundidad.

## Distribución geográfica
Se encuentran en Nueva Caledonia,  el sur de la Gran Barrera de Coral (Australia),  la Isla Norfolk y Tonga